# Institut français du Cambodge
L' Institut français du Cambodge (IFC) fait partie du réseau mondial des instituts français. L'antenne principale est située à Phnom Penh, la capitale du pays. Elle est complétée par un institut à Battambang, dans l'Ouest du pays.

## Historique
L’IFC a ouvert ses portes en 1990, sous le nom d’Alliance Française, puis de Centre culturel français.
C’est en 2011 qu’il prend officiellement l’appellation d’Institut français du Cambodge, dans le cadre d’une réforme mondiale du réseau culturel et de coopération du Ministère français des Affaires étrangères et européennes initiée par la loi du 27 juillet 2010, en remplacement des activités culturelles françaises qui étaient jusque-là réunies au sein de l'association Culturesfrance.
Cette réorganisation a apporté une meilleure unité et une plus grande simplicité de gestion. Les services de coopération universitaire, éducative, linguistique et culturelle de l’Ambassade de France ont ainsi fusionné pour devenir l’Institut français du Cambodge. Ils entretiennent des liens étroits avec le Consulat général ainsi que le bureau de l'Alliance française du pays et les autorités nationales et locales.

## Rôle éducatif
Le but premier de l'Institut est de proposer des cours, formations et examens de français à un public aussi large que possible. Ainsi, l'institut compte chaque année environ 5000 élèves: enfants, étudiants comme professionnels et organisations internationales. L'IF Cambodge est aussi accrédité pour faire passer et délivrer différentes certifications internationales, comme: le DELF, le DALF, le TCF, le DELF Prim, le DELF Junior, et le TCF Québec.

## Activités culturelles
Le centre culturel de l'institut participe à la scène culturelle locale, en créant des centaines d'évènements annuels à visée nationale, régionale ou locale, selon les projets. L'institut dispose d'une salle de cinéma de 116 places, d'une salle multimédia, de salles de cours de 20 à 25 places et d'un bistrot de 80 couverts.
L'IF participe également à des évènements externes, dans le cadre de la promotion de la culture et des échanges entre la France et le Cambodge, et développe des partenariats avec d'autres entités culturelles, gouvernementales ou non-gouvernementales.

## Informations complémentaires
L'Institut abrite une médiathèque disposant de 22 000 documents francophones accessibles au grand public, ainsi que d'une culturethèque en ligne proposant quelques milliers de documents supplémentaires.
L'IF du Cambodge propose des missions de Service Civique via l'ONG International Impact à Phnom Penh et à Battambang.